# 薩馬拉河 (第聶伯河支流)
薩馬拉河是烏克蘭的河流，屬於第聶伯河的左支流，河道全長320公里，流域面積22,600平方公里，發源自頓涅茨克嶺西麓，最終注入第聶伯水庫，河畔城鎮有第聶伯羅彼得羅夫斯克。